# Ане Холт
Ане Холт (на норвежки: Anne Holt) е норвежка писателка, авторка на бестселъри в жанровете трилър и криминален роман.

## Биография и творчество
Ане Холт е родена на 16 ноември 1958 г. в Ларвик, Норвегия. Израства в Лилестрьом и Тромсьо, а през 1978 г. се премества в Осло. През 1986 г. завършва право в Университета в Берген.
След дипломирането си до 1988 г. работи в Норвежката радио-телевизионна корпорация (NRK), след това 2 години работи в полицията в Осло, а през 1990 – 1991 г. отново работи в NRK като журналист.
От 1994 г. има собствена адвокатска практика. За кратко, в периода 25 ноември 1996 – 4 февруари 1997 г., е министър на правосъдието в кабинета на Турбьорн Ягланд, но подава оставка по здравословни причини. После работи като съветник към министерството.
През 1993 г. е публикуван първият ѝ криминален роман „Blind gudinne“ (Сляпа богиня) от поредицата „Хане Уилхелмсен“. Главната героиня инспекторката Хане Уилхелмсен брилянтно и умело разкрива заплетени събития свързани с наркопрестъпления, убийства и политически интриги. Тя е лесбийка и привлекателна жена, проявяваща забележителни дедуктивни способности. Книгата става бестселър и я прави известна.
За втория роман от поредицата „Salige er de som tørster“ (Блажени са вярващите) е удостоен с наградата „Ривъртън“, а третият „Demonens død“ (Смъртни демони) с наградата за бестселър в Норвегия. Пише 2 романа в съавторство с бившия държавен секретар Берит Рейс-Андерсен.
През 1997 г. романите „Сляпа богиня“ и „Блажени са вярващите“ са екранизирани в едноименните филми с участието на Кйерсти Елвик, Ласе Колструд и Ане Риг.
През 2001 г. е издаден първият ѝ трилър „Всичко мое“ от криминалната поредица „Случаите на инспектор Стубьо“. Главният герой, опитният полицейски комисар Стубьо разследва серийни убийства като за помощник привлича профайлърката Ингер Йохана Вик.
През 2015 г. романът „Група 25“ от поредицата е екранизиран в телевизионния сериал „Modus“ с участието на Мелинда Кинаман и Хенрик Норлен.
Произведенията на писателката са преведени на над 13 езика и са издадени в над 30 страни по света.
Ане Холт е лесбийка. На 14 януари 2000 г. сключва брак с партньорката си Ан Кристин Кьер. Имат дъщеря Йохане. Живеят в Осло.

## Произведения

### Самостоятелни романи
- Mea culpa (1997)
Mea Culpa. Една любовна история, изд.: ИК „Колибри“, София (2005), прев. Анюта Качева
- I hjertet av VM. En fotballreise (1998) – с Ерик Лангбратен
- Bernhard Pinkertons store oppdrag (1999)

### Серия „Хане Уилхелмсен“ (Hanne Wilhelmsen)
1. Blind gudinne (1993)
2. Salige er de som tørster (1994) – награда „Ривъртън“
3. Demonens død (1995) – награда за бестселър в Норвегия
4. Løvens gap (1997) – с Берит Рейс-Андерсен
5. Død joker (1999)
6. Uten ekko (2000) – с Берит Рейс-Андерсен
7. Sannheten bortenfor (2003)
8. 1222 (2007)
9. Offline (2015)
10. I støv og aske (2016)

### Серия „Случаите на инспектор Стубьо“ (Vik / Stubø)
1. Det som er mitt (2001)
Всичко мое: Първият случай на инспектор Стубьо, изд.: ИК „Емас“, София (2007), прев. Любомир Павлов
2. Det som aldri skjer (2004)
Мотив за убийство, изд.: ИК „Емас“, София (2010), прев. Надежда Станимирова
3. Presidentens valg (2006)
Какво избирате, госпожо Президент, изд.: ИК „Емас“, София (2011), прев. Ева Кънева
4. Pengemannen (2009)
Група 25: четвъртият случай на инспектор Стубьо, изд.: ИК „Емас“, София (2012), прев. Ева Кънева
5. Skyggedød (2012)
Смърт в сянка: петият случай на инспектор Стубьо, изд.: ИК „Емас“, София (2016), прев. Ева Кънева

### Серия „Сара Цукерман“ (Sara Zuckerman)
1. Flimmer (2010) – с Евен Холт
Мъждене, изд.: ИК „Емас“, София (2015), прев. Ева Кънева
2. Sudden death (2014) – с Евен Холт
Внезапна смърт, изд.: ИК „Емас“, София (2018), прев. Калина Тодорова

### Екранизации
- 1997 Blind gudinne – ТВ филм, по романа
- 1997 Salige er de som tørster – по романа
- 2015 Modus – ТВ филм, по романа „Група 25“